# بازی زندگی
بازی زندگی یک مجموعه تلویزیونی محصول سال ۱۳۸۰ به کارگردانی مجید بهشتی، نویسندگی «مریم نعمت طاووسی»، «حسین کاوه» و تهیه‌کنندگی «حسین کاوه»، «سید حمزه» می‌باشد.

## بازیگران
- شهلا ریاحی
- جمشید لایق
- هرمز سیرتی